# Shaun Bartlett
Shaun Bartlett (nacido el 31 de octubre de 1972 en Ciudad del Cabo, Sudáfrica) es un exfutbolista sudafricano, que jugaba de delantero.
En 1995, Bartlett comenzó su carrera en su ciudad natal con el Ajax Cape Town FC. Un año más tarde, en 1996, se fue a la MLS (Major League Soccer) de EE. UU., para jugar con los Colorado Rapids, en la que sería la primera temporada de la liga estadounidense. A mitad de la temporada 96/97, decidió cambiar de equipo y se fue al MetroStars (desde 2006, Red Bull New York). Bartlett dejó la MLS al ser cedido, primero al Zurich FC y, más tarde, al Charlton Athletic Football Club, equipo en el que estuvo hasta 2006, cuando el club inglés prescindió de él. En ese mismo año, firmó con el Kaizer Chiefs de Sudáfrica, que es su actual equipo.
Respecto a su trayectoria con Sudáfrica, Bartlett es el que más partidos ha disputado (74) y el máximo goleador de la selección, junto a Benni McCarthy, con 28 goles.

## Clubes
| Club                   | País           | Años      |
| ---------------------- | -------------- | --------- |
| Ajax Cape Town         | Sudáfrica      | 1992-1995 |
| Colorado Rapids        | Estados Unidos | 1996-1997 |
| MetroStars             | Estados Unidos | 1997      |
| Ajax Cape Town         | Sudáfrica      | 1997-1998 |
| FC Zurich              | Suiza          | 1998-2000 |
| Charlton Athletic FC   | Inglaterra     | 2000-2006 |
| Kaizer Chiefs FC       | Sudáfrica      | 2006-2008 |
| Bloemfontein Celtic FC | Sudáfrica      | 2008-2009 |

## Palmarés
| Título                    | Equipo                 | País      | Año  |
| ------------------------- | ---------------------- | --------- | ---- |
| Copa Africana de Naciones | Selección de Sudáfrica | Sudáfrica | 1996 |
| Copa de Suiza             | FC Zurich              | Suiza     | 2000 |

- Datos: Q726324